# Орден Вардана Маміконяна
Орден Вардана Маміконяна (вірм. «Վարդան Մամիկոնյան» շքանշան) — державна нагорода Республіки Вірменії. Заснований 20 травня 2002 року. Носить ім'я Вардана Маміконяна — вірменського спарапета (головнокомандувача), князя, геря релігійно-національної боротьби вірмен в V столітті.

## Підстави нагородження
Нагородження орденом Вардана Маміконяна проводиться за виняткову хоробрість, проявлену при виконанні військового обов'язку перед Батьківщиною, а також за видатні заслуги, надані в справі військового будівництва та забезпечення бойової підготовки військ.

## Нагороджувані
Орденом Вардана Маміконяна нагороджуються військовослужбовці вищого і старшого офіцерського складу Збройних Сил та інших військ Республіки Вірменії.

## Процедура нагородження
Клопотання про нагородження орденом Вардана Маміконяна ініціюється Урядом Республіки Вірменії, державними уповноваженими органами в галузях оборони, внутрішніх справ і національної безпеки.
Орденами Вардана Маміконяна нагороджує Президент Вірменії, видаючи про це укази.
Орденами Вардана Маміконяна нагороджуються громадяни Республіки Вірменії, іноземні громадяни та особи без громадянства.
Президент, Віце-президент Вірменії, депутати Верховної Ради та місцевих Рад Республіки Вірменії не можуть нагороджуватися державними нагородами Республіки Вірменія, в тому числі й Орденом Вардана Маміконяна.
Повторне нагородження Орденом Вардана Маміконяна не проводиться.
Нагородження Орденом Вардана Маміконяна може проводитися також посмертно. В цьому випадку орден разом з посвідченням вручається сім'ї нагородженого.

## Черговість
Орден Вардана Маміконяна носиться на правій стороні грудей, після ордена Тиграна Великого.